# Duszniki-Zdrój

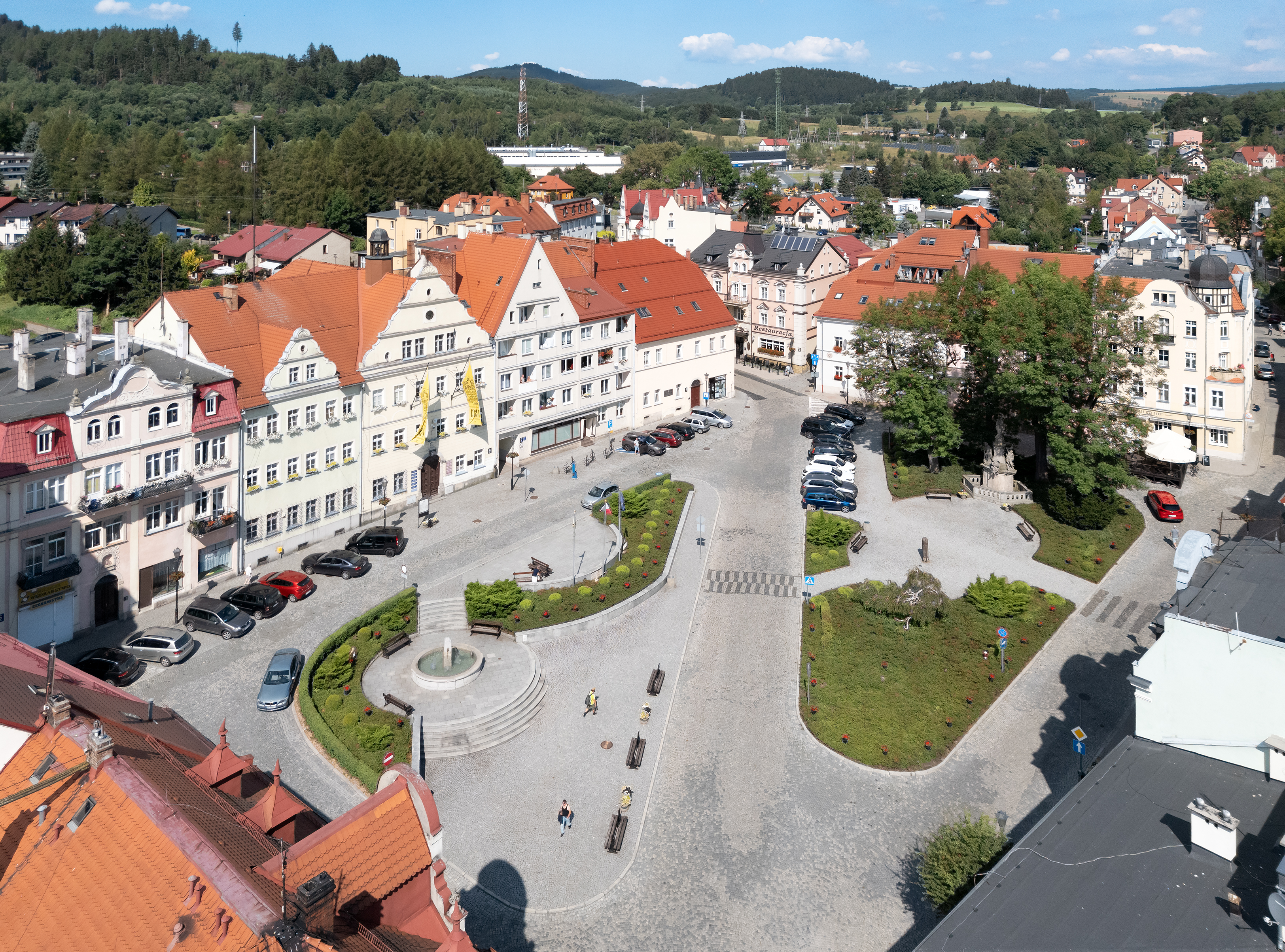
Gesamtansicht

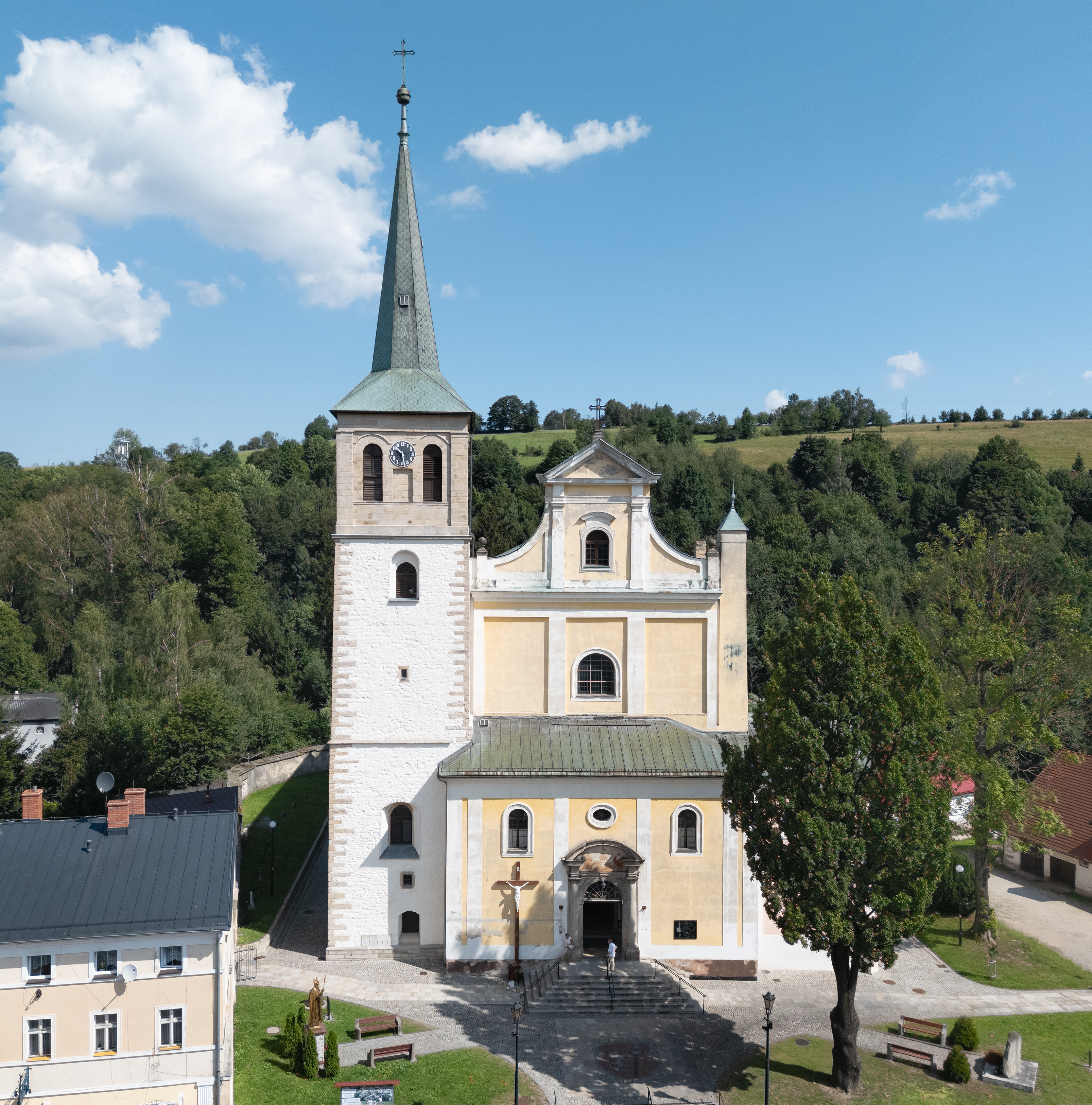
Pfarrkirche St. Peter und Paul

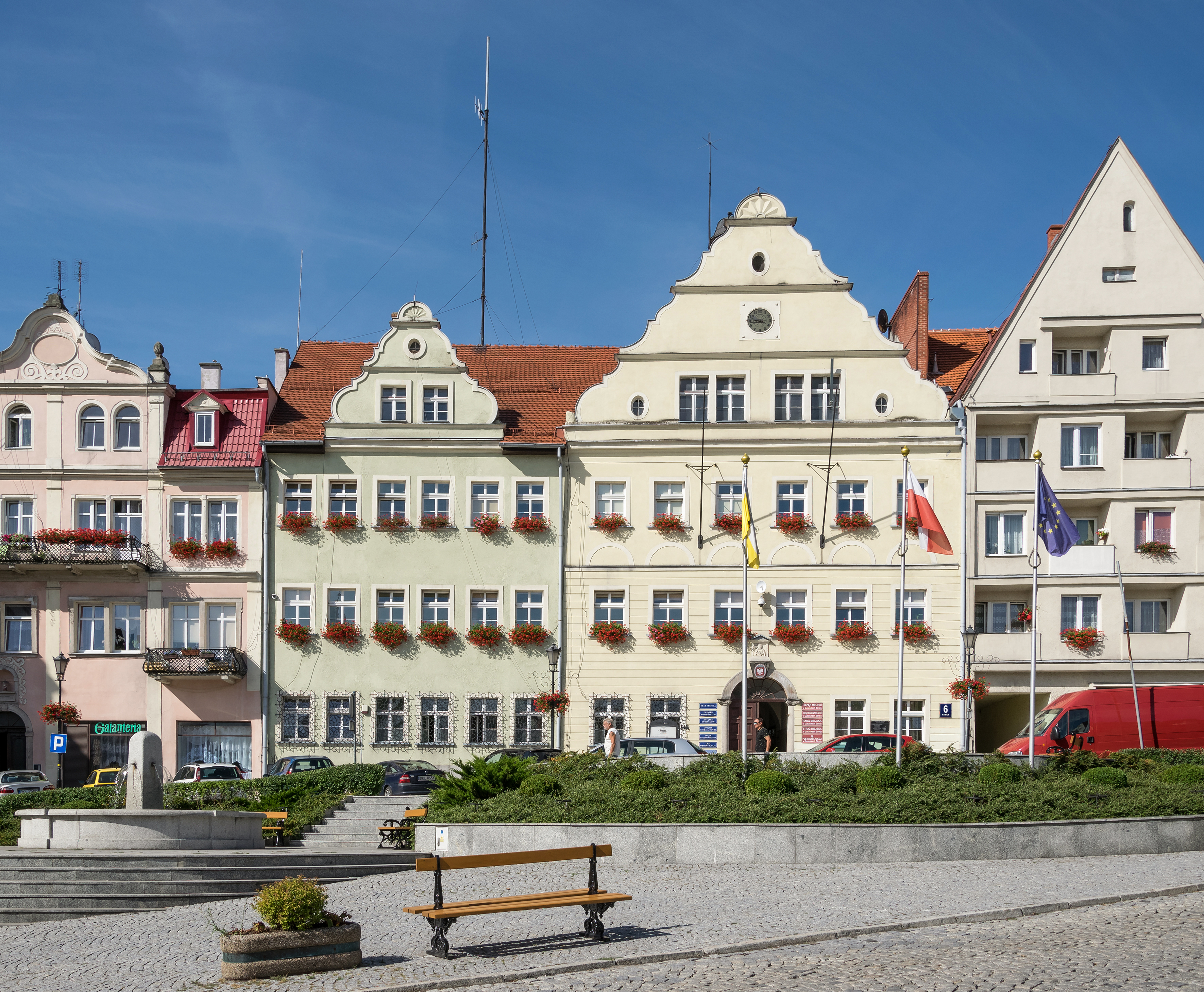
Bürgerhäuser am Ring mit Rathaus

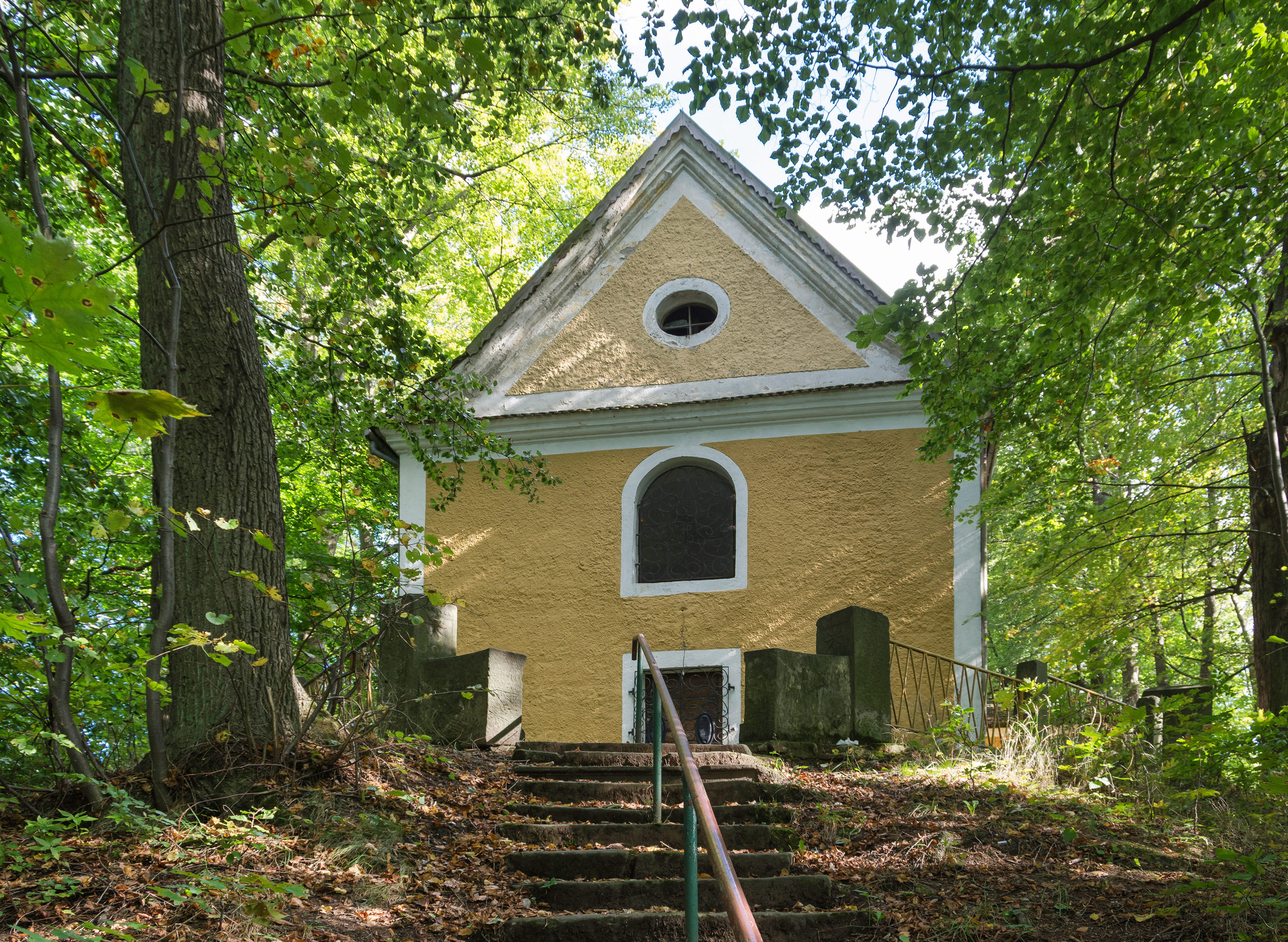
Kapelle der hl. Dreifaltigkeit

Duszniki-Zdrój [duʃˈɲiki ˈzdruɪ̯] (deutsch Bad Reinerz, tschechisch Dušniky) ist eine Stadt im Powiat Kłodzki in der Woiwodschaft Niederschlesien in Polen. Die Stadt zählt zu den ältesten Kurorten Niederschlesiens. Wegen der Heilwirkung der natürlichen Kohlensäurebäder entwickelte sich der Kurort Anfang des 20. Jahrhunderts zu einem der bedeutendsten Herzheilbäder Europas.
Zur Stadtgemeinde Duszniki-Zdrój gehören die Ortsteile Dolina Strążycka (Schmelzetal), Graniczna (Grenzendorf), Kozicowa Hala (Ziegenhäuser), Kohlau (entstand aus Hinter- und Vorderkohlau); (tschechisch Kulhava), Zieleniec (Grunwald) und Wapienniki (Hordis).

## Geographische Lage
Duszniki-Zdrój liegt an der Reinerzer Weistritz zwischen Heuscheuergebirge, Habelschwerdter Gebirge und Adlergebirge. 25 Kilometer östlich liegt Kłodzko (Glatz) und 110 Kilometer nordöstlich Breslau. Am nördlichen Stadtrand verläuft die Europastraße 67. Duszniki-Zdrój liegt an der Bahnstrecke Kłodzko–Kudowa Zdrój.
Nachbarorte sind Dolina (Hermsdorf) und Złotno (Goldbach) im Norden, Szczytna (Rückers) und Bystra (Hartau) im Osten, Bobrowniki (Biebersdorf) im Südosten, Jawornica (Jauernig) und Lewin Kłodzki (Lewin) im Westen sowie Słoszów (Roms) im Nordwesten.

## Geschichte der Stadt
„Reinharcz“ wurde erstmals 1324 erwähnt und war Hauptort der damals böhmischen Herrschaft Hummel im altböhmischen Königgrätzer Kreis. Für das Jahr 1327 ist es in der Schreibweise „Reynharts“ belegt, und 1366 wurde es als „oppidum Reinhardi“ bezeichnet. Die Schreibweise „Dussnik“ ist erstmals für das Jahr 1375 nachgewiesen. Weiter sind verzeichnet für das Jahr 1399 „Dussnik alias in Rynarcz“ und für das Jahr 1403 „Reinharcz alias Dusnik“, tschechisch Dušniky.
Die Pfarrkirche St. Peter und Paul, die dem Glatzer Dekanat unterstand, ist für das Jahr 1350 belegt. Zu ihrem Kirchspiel gehörten die Orte Reinerz, Schloss Hummel, Hermsdorf, Hartau, Roms, Podgórze (Kohlau), Keulendorf, Utschendorf und Tschischney.
Im Jahre 1408 verlieh Dietrich von Janowitz († 1412), der damalige Besitzer der Herrschaft Hummel, dem zugleich die benachbarte Herrschaft Nachod gehörte, der Stadt Reinerz verschiedene Privilegien. In den Hussitenkriegen wurde Reinerz mehrmals drangsaliert und zerstört. 1477 wurde die Stadt Reinerz zusammen mit der Herrschaft Hummel durch Georg von Podiebrads Sohn Herzog Heinrich d. Ä. von Münsterberg, der zugleich Graf von Glatz war, in die Grafschaft Glatz eingegliedert. Ab dieser Zeit ist die politische und kirchliche Zugehörigkeit von Reinerz weitgehend identisch mit der Geschichte der Grafschaft Glatz. Zusammen mit der Herrschaft Hummel gelangte Reinerz 1541 an den damaligen Pfandherrn der Grafschaft Glatz, Johann von Pernstein. Er bestätigte der Stadt Reinerz kurz vor seinem Tod 1548 die bisherigen Privilegien und stiftete ihr ein Malzhaus, eine Brettmühle, ein Salzhaus und zwei kleine Teiche.
Als Ende des 16. Jahrhunderts die Herrschaft Hummel durch Verkauf der einzelnen Dörfer aufgelöst wurde, erwarb Reinerz, das als Kameralstadt dem Glatzer Rentamt unterstand, 1595 das Gellenauer Vorwerk. Der Dreißigjährige Krieg, unter dem es viele Plünderungen zu erleiden hatte, brachte eine wirtschaftliche Verarmung. 1648 wurde Reinerz königliche Stadt. 1684 erhielt Reinerz von der landesherrlichen Veräußerungskommission („Alienationskommission“) für Floren ihre Standesmäßigkeit und somit die gleichen Rechte, wie sie die übrigen Immediatstädte der Grafschaft Glatz hatten. Zur Finanzierung des Großen Türkenkriegs verkaufte die Böhmische Kammer die Kammerdörfer Hermsdorf und Roms an die Stadt Reinerz.
Nach dem Ersten Schlesischen Krieg 1742 und endgültig nach dem Hubertusburger Frieden 1763 fiel Reinerz zusammen mit der Grafschaft Glatz an Preußen.
1844 vernichtete ein Feuer weite Teile der Stadt. Nach der Neugliederung Preußens gehörte Reinerz seit 1815 zur Provinz Schlesien und war von 1816 bis 1945 dem Landkreis Glatz eingegliedert. Die Eisenbahnstrecke Glatz-Rückers erreichte 1902 Reinerz und wurde 1905 bis nach Kudowa verlängert. 1928 wurde die Stadtgemeinde Reinerz in Bad Reinerz umbenannt.
Als Folge des Zweiten Weltkriegs fiel Bad Reinerz wie fast ganz Schlesien an Polen und wurde in Duszniki–Zdrój umbenannt. Die deutsche Bevölkerung wurde 1945/46 aus Bad Reinerz weitgehend vertrieben. Die neu angesiedelten Bewohner waren teilweise Zwangsumgesiedelte aus Ostpolen, das an die Sowjetunion gefallen war. In den Jahren von 1975 bis 1998 gehörte Duszniki-Zdrój zur Woiwodschaft Wałbrzych (Waldenburg).

## Wirtschaftliche Entwicklung
Durch seine Lage an der bedeutenden Heer- und Handelsstraße Prag–Náchod–Glatz–Breslau erlebte Reinerz mehrere Perioden des wirtschaftlichen Aufschwungs und Wohlstands. Neben der Heilbad- und der Tourismusbranche gewannen weitere Wirtschaftszweige an Bedeutung.
Eisenerzgewinnung
Die Eisenerzlager von Reinerz und Umgebung waren seit Anfang des 15. Jahrhunderts bekannt. Wegen Abwanderung der protestantischen Bergleute in den Religionswirren nach dem Dreißigjährigen Krieg ging der Bergbau Ende des 17. Jahrhunderts ein. Durch Gründung einer Eisenschmelze und eines Hammerwerks im Schmelzetal (auch Weistritztal oder Grünwalder Tal genannt) versuchte 1822 Nathan Mendelssohn mit finanzieller Hilfe seines Bruders Joseph Mendelssohn den Bergbau wiederzubeleben. Nach der Grundsteinlegung für den Schmelzofen am 18. August 1823 wurde bald danach der Betrieb der Eisenhütte aufgenommen. Das Unternehmen hatte jedoch keinen dauerhaften Erfolg. Vermutlich wegen der schweren Hochwasserschäden von 1827 und 1829 gab Nathan Mendelssohn den Betrieb, der unmittelbar an der Weistritz lag, Ende 1829 auf. Die Eisenhütte ging an den Berliner Maschinenbaumeister Franz Anton Egells über. Sie soll noch in der zweiten Hälfte des 19. Jahrhunderts bestanden haben.
Papiererzeugung
Die alte Papiermühle wurde 1562 von dem aus Sachsen stammenden Papiermacher Nikolaus Kretschmer übernommen und 1605 nach einer Überschwemmung neu errichtet. Sie war berühmt für die Herstellung von milbenfreiem Büttenpapier, das u. a. für die Urkunden des Heiligen Römischen Reiches verwendet wurde. Der Gründer Georg Kretschmer wurde vom böhmischen Landesherrn Rudolf II. mit dem Zusatz „von Schenkendorf“ geadelt. 1706 verkauften seine Nachkommen die Mühle an die böhmische Familie Heller. Seit 1822 war sie im Besitz der Familie Wiehr. 1937 wurde die Produktion eingestellt.
Weberei und Tuchhandel
Bereits vor 1583 entstand die Gilde der Tuchmanufaktur, die bis Ende des 18. Jahrhunderts Handelsbeziehungen bis nach Russland und China unterhalten haben soll. 1751 waren 106 Tuchmachermeister in der Gilde eingetragen. 1895 gründete Hermann Hanke eine mechanische Leinwandweberei. 1897 wurde eine Stickschule eröffnet.
Glasindustrie
Die Gegend von Reinerz war seit ältesten Zeiten ein bevorzugter Standort für Glashütten und Glasveredelungswerkstätten, die mit den Betrieben Friedrichsgrund und Waldstein der Gebrüder Rohrbach weitere Bedeutung erlangten. Zu den bereits existierenden Glasschleifereien eröffnete die Rückerser Firma Kristallglas-Hüttenwerke eine Niederlassung in Reinerz. Sie firmierte unter der Bezeichnung „Reinerzer Kristallglaswerke F. A. Knittel“.

## Sport
- Duszniki Arena (Centralny Ośrodek Sportu – Duszniki-Zdrój) – eines der größten und modernsten Wintersportzentren in Polen und die einzige vollprofessionelle Biathlonanlage.[12]
- Im Jahr 2021 fanden in Duszniki-Zdrój (Jamrozowa Polana) die Biathlon-Europameisterschaften statt.[13]

## Sehenswürdigkeiten

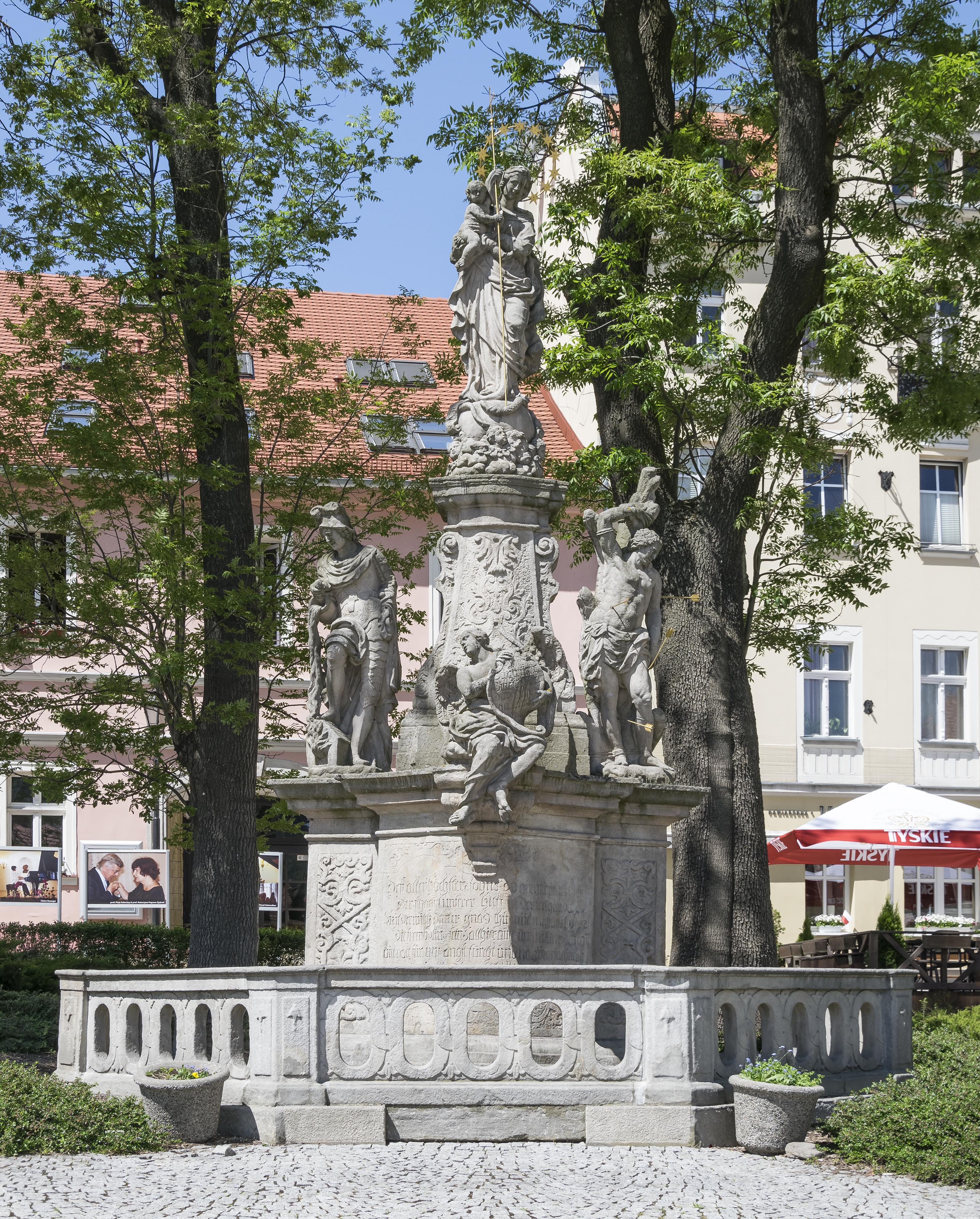
Mariensäule

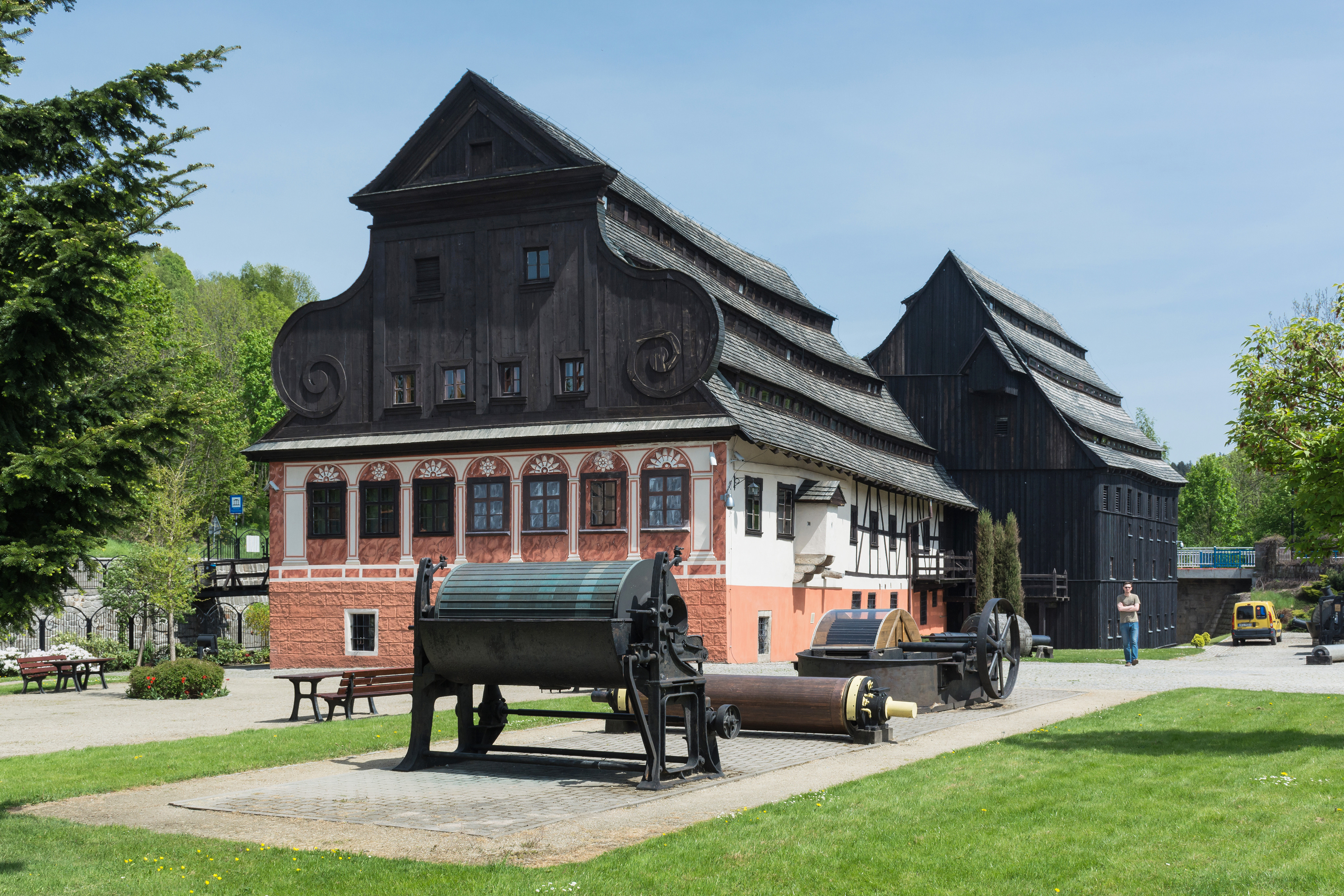
Barocke Papiermühle

- Auf dem schräg abfallenden Ring stehen Bürgerhäuser aus der Renaissance- und Barockzeit. Das Rathaus an der Südwestseite des Rings wurde 1804 nach einem Brand neu errichtet.
- Die barocke Mariensäule mit den hll. Florian und Sebastian schuf 1725 der Schweidnitzer Bildhauer Georg Leonhard Weber (1672–1739).
- Pfarrkirche der hll. Apostel Peter und Paul (Kościół ŚŚ. Piotra i Pawła), errichtet 1708–1730 an der Stelle eines bereits 1350 erwähnten Gotteshauses.
- In dem barocken Holzbau der Papiermühle wurde bis 1937 Büttenpapier hergestellt. Seit 1968 befindet sich in den Gebäuden das Museum der Papierherstellung (Museum Papiernictwa).
- Die evangelische Kirche wurde 1846 vom Gustav-Adolf-Verein errichtet, der den Kauf des Grundstückes, den Bau der Kirche und des Pfarrhauses finanzierte sowie den ersten Pfarrer Ablass alimentierte. Sie war die älteste Gustav-Adolf-Kirche Deutschlands. Heute dient sie als Gotteshaus der altkatholischen Polnisch-Katholischen Kirche (Kościół Matki Bożej Różańcowej).
- Die Dreifaltigkeitskapelle (Kaplica Trójcy Św.) auf dem Kapellenberg (Wzgórze Rozalli) wurde 1688 errichtet.

## Geschichte des Bades
Das Kurviertel liegt auf der Gemarkung des früheren Dorfes Vorderkohlau, etwa einen Kilometer südwestlich der Stadt Reinerz, mit der es durch eine Allee verbunden ist.
Die erste Quelle wurde 1408 erwähnt; für 1605 ist deren Nutzung für Heilzwecke belegt. Nach Entdeckung weiterer Quellen begann ab Anfang des 19. Jahrhunderts der Bau des Kurbades, das 1822 in städtischen Besitz überging. 1866 diente das Kurbad als Lazarett für die Kriegsverletzten des Deutschen Krieges. Die Kureinrichtungen, Sanatorien und Pensionen an den Hängen des Weistritztales wurden in der zweiten Hälfte des 19. Jahrhunderts während der Amtszeit des Bürgermeisters Paul Dengler, der gleichzeitig Kurdirektor war, errichtet. Da mit den natürlichen Kohlensäurebädern gute Erfolge bei Koronaren Erkrankungen erzielt wurden, gehörte Reinerz Anfang des 20. Jahrhunderts zu den bedeutendsten Herzheilbädern Europas.

### Die Quellen und ihre Heilwirkung
Die vier arsenhaltigen Kohlensäure-Stahlsprudel entspringen aus Glimmerschiefer des Reinerzer Tales. Sie werden als Bade- und Trinkkuren bei Herz-, Kreislauf-, Gefäß- und Stoffwechselkrankheiten sowie Nerven- und Frauenleiden verordnet. Auch das thermisch hochwertige Mineralmoor und eine Molkenkuranstalt wurden vormals für Heilzwecke eingesetzt.

## Sehenswürdigkeiten im Badebezirk

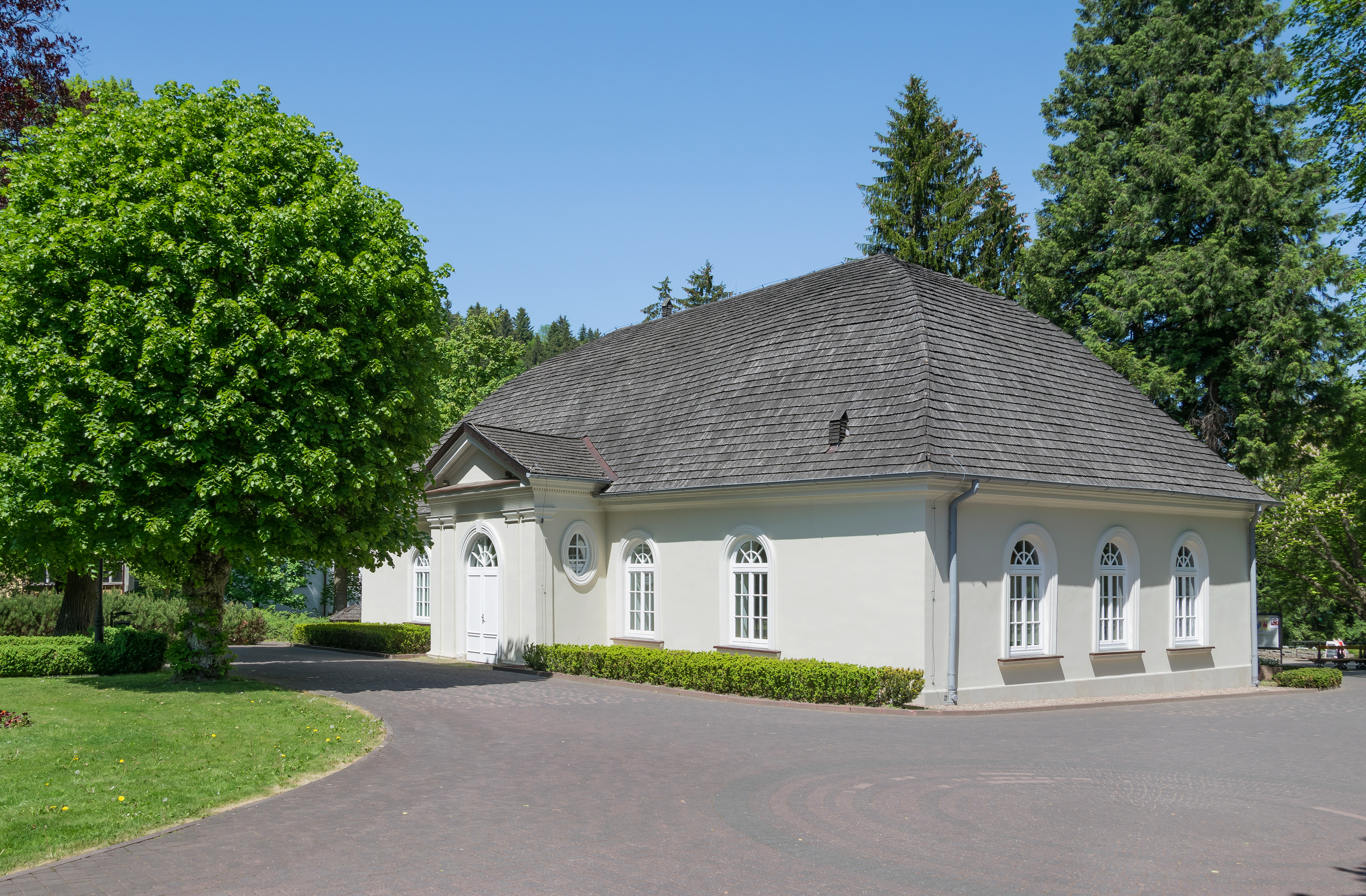
Kurtheater mit Chopin-Denkmal

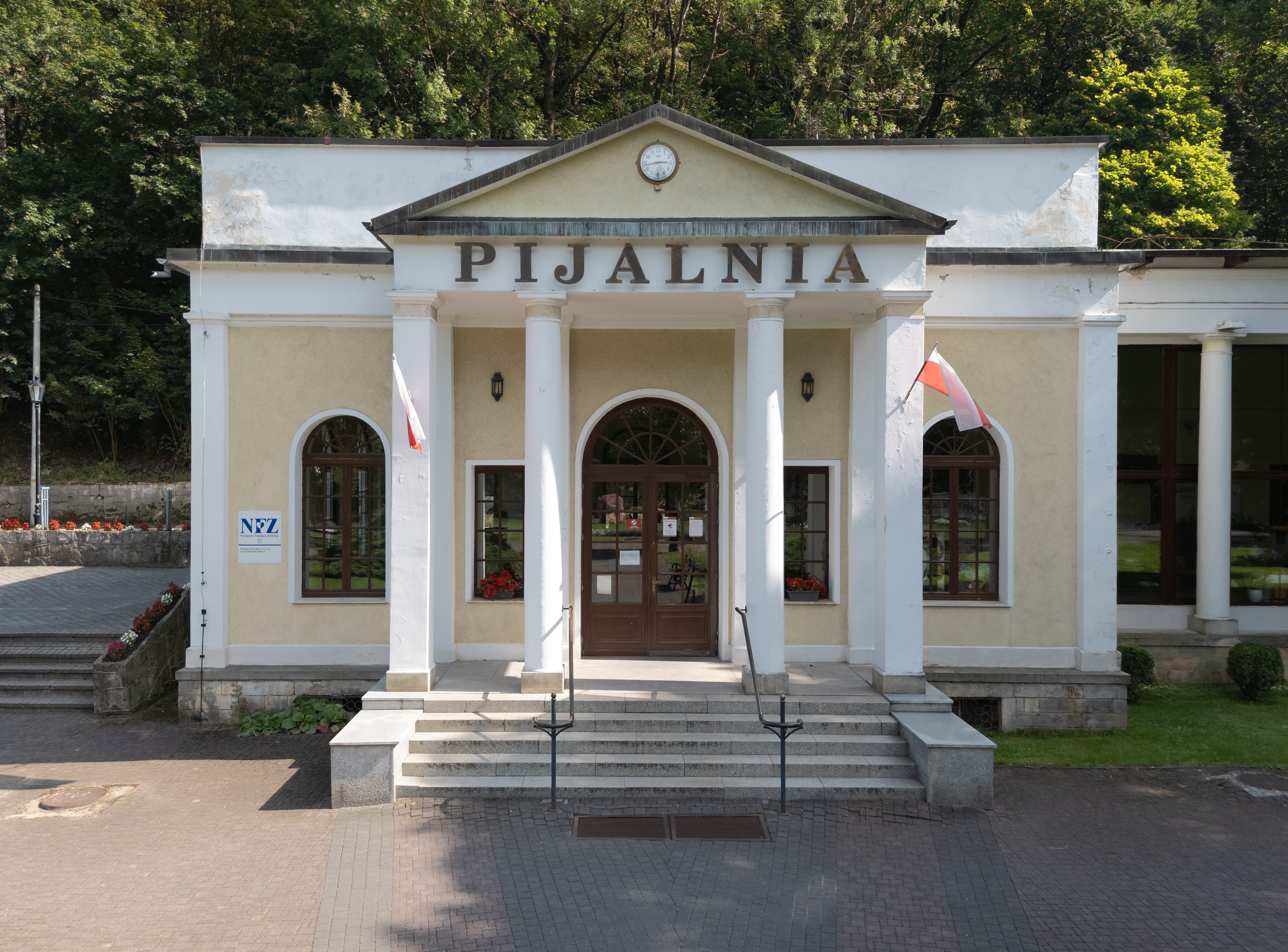
Trinkhalle im Kurpark

- Das Kurtheater an der Promenade wurde Anfang des 19. Jahrhunderts errichtet und 1997 bis 1999 restauriert. 1897 errichtete die Reinerzer Stadtverwaltung vor dem Theater ein Chopin-Denkmal aus blauem Sylnit.
- Die Trinkhalle mit Badehaus aus der ersten Hälfte des 19. Jahrhunderts wurde Anfang des 20. Jahrhunderts um die steinerne Wandelhalle im venezianischen Stil erweitert.
- Die neugotische Herz-Jesu-Kapelle (Kościół Najswiętszego Serca Pana Jezusa) wurde 1904 nach Entwurf des Breslauer Diözesanbaumeisters Joseph Ebers errichtet. Die Innenausstattung lieferte der aus Schlaney gebürtige Architekt und Kirchenausstatter Joseph Elsner aus seinen Münchner Werkstätten.
- Die Kirche im Franziskaner-Kloster (Kościół Św. Franciszka i Leonarda) wurde 1925 errichtet. Sie dient jetzt als Pfarrkirche für den Badebezirk.

## Bevölkerungsentwicklung
| Jahr | Einwohner | Anmerkungen                            |
| ---- | --------- | -------------------------------------- |
| 1890 | 3133      | davon 218 Evangelische und sechs Juden |
| 1933 | 4765      | [ 14 ]                                 |
| 1939 | 4705      | [ 14 ]                                 |

## Persönlichkeiten
- Georg Partack (* im 16. Jh.; † im 17. Jh.), deutscher lutherischer Geistlicher und Verfasser eines lateinischen Lobgedichts auf die Stadt Wünschelburg.
- Gustav Dittrich, von 1831 bis 1849 Bürgermeister in Reinerz
- Eduard Schulze (1852–1885), deutscher Offizier und Reisender
- Max Schneider (1859–1939), deutscher Bibliothekar
- Paul Aust (1866–1934), deutscher Landschaftsmaler, Grafiker und Schriftsteller
- Paul Rüster (1897 – n. 1946), deutscher Kaufmann und Botaniker
- Hans-Jürgen Engell (1925–2007), deutscher Chemiker und Materialwissenschaftler
- Wolfgang Matschke (1937–2006), deutscher Jurist
- Roland Galle (* 1944), deutscher Romanist und Hochschullehrer
- Rainer Stiller (* 1944), deutscher Fußballspieler

## Berühmte Besucher von Stadt und Bad
- Am 17. August 1669 übernachtete der polnische König Johann II. Kasimir, nachdem er die Krone niedergelegt hatte, auf der Durchreise nach Frankreich im früheren Gasthof Zum Schwarzen Bären am Ring.
- 1741 und 1778 der preußische König Friedrich der Große
- 1790 Friedrich Wilhelm II., König von Preußen
- 1813 und 1815 Zar Alexander von Russland
- 1820 der Berliner Arzt Christoph Wilhelm Hufeland
- 1823 besuchte der Komponist Felix Mendelssohn Bartholdy seinen Onkel Nathan Mendelssohn im Schmelzetal und wirkte an einem Konzert im Kurtheater mit. Das Lied Wer hat dich, du schöner Wald soll er hier komponiert haben.
- 1826 war der polnische Komponist Frédéric Chopin auf Empfehlung seines Lehrers Joseph Xaver Elsner zur Kur in Reinerz und gab als damals Sechzehnjähriger im alten Kurtheater am 26. August sein erstes öffentliches Konzert außerhalb Kongresspolens. Zum Andenken an dieses Ereignis findet in Duszniki-Zdrój seit 1946 jährlich das Internationale Chopin-Klavierfestival statt. Auch der polnische romantische Dichter Zygmunt Krasiński weilte hier zur Kur.
- 1835 Adelbert von Chamisso
- 1861 der schlesische Schriftsteller und Schauspieler Carl von Holtei. Da er regelmäßig Bad Reinerz aufsuchte, ernannte ihn die Stadt im Jahre 1867 zu ihrem Ehrenbürger.

## Umgebung

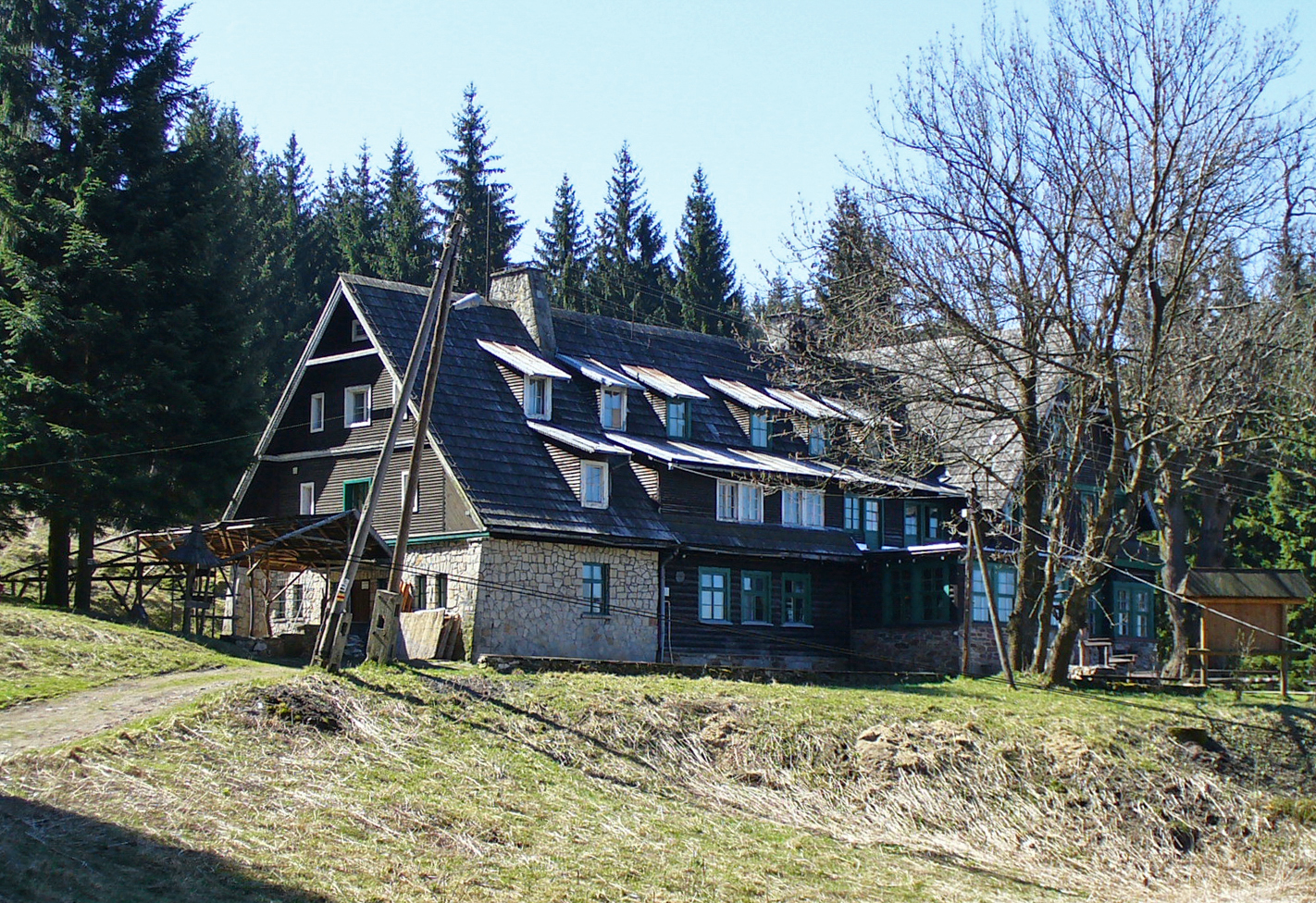
Baude „Pod Muflonem“

- Unmittelbar am Kurpark beginnt ein weit verzweigtes Netz von Waldspazierwegen.
- Die Baude Pod Muflonem (deutsch Stille Liebe) bietet einen schönen Ausblick in die Umgebung.
- Ein beliebtes Ziel ist das Schmelzetal mit dem ehemaligen Eisenhammerwerk.
- Das eingemeindete Dorf Zieleniec (Grunwald) an den Nordosthängen des Adlergebirges soll die höchstgelegene Ortschaft der Sudeten sein. Durch seine schneesichere Lage ist es ein bekannter Wintersportort.
- Die Duszniki-Arena ist eine auch für internationale Veranstaltungen genutzte Biathlon- und Skilanglaufarena. Dort wurden unter anderem die Biathlon-Europameisterschaften 2017 sowie die Sommerbiathlon-Weltmeisterschaften 2001 und 2010 ausgetragen. Zudem finden dort seit der Saison 2014/2015 auch Rennen des IBU-Cup statt.

## Partnerstädte
- Audun-le-Tiche (Frankreich)
- Bad Sulza (Deutschland)
- Deštné v Orlických horách (Tschechien)
- Hoya (Deutschland)
- Nové Město nad Metují (Tschechien)
- Olešnice v Orlických horách (Tschechien)
- Sedloňov (Tschechien)
- Orlické Záhoří (Tschechien)